# Потпредседник Сједињених Америчких Држава
Потпредседник Сједињених Америчких Држава (енгл. Vice President of the United States) је носилац јавне функције коју прописује Устав Сједињених Америчких Држава. Потпредседник је, заједно са председником Сједињених Америчких Држава, индиректно изабран од стране народа кроз Електорски колеџ на четворогодишњи мандат. Потпредседник је прва особа у линији наслеђивања, и у случају смрти, оставке или опозива председника, он постаје председник САД.
По Уставу, потпредседник је председавајући Сената Сједињених Америчких Држава. У том својству, он има могућност да гласа у Сенату како би у случају потребе пресудио у изједначеном гласању. Обичаји у сенат усу довели до правила супервећине који су умањили ово уставно овлашћење, али потпредседник и даље има могућност да утиче на доношење закона (на пример Закон о смањењу дефицита из 2005). По Дванаестом амандману на Устав, потпредседник председава заједничком седницом Конгреса која је сазвана да преброји гласове Електорског колеџа
Иако је једина Уставом прописана потпредседникова дужност (поред наслеђивања председника) да председава Сенатом, ова дужност се често сматра компонентом извршне гране савезне владе. Устав Сједињених Америчких Држава не сврстава ову позицију експлицитно ни у једну грану власти, што доводи до расправа међу правницима да ли потпредседник спада у извршну, законодавну, или у обе гране власти. Модерно виђење потпредседника као дела извршне власти је делом последица извршних задужења које потпредседнику додељују било председник било Конгрес, мада ове активности представљају само скорашњи историјски развој.